# 弯齿风毛菊
弯齿风毛菊（学名：Saussurea przewalskii）为菊科风毛菊属下的一个种。

## 扩展阅读
- 維基物種上的相關：弯齿风毛菊